# Wanted on Voyage
| Recensione       | Giudizio |
| ---------------- | -------- |
| sentireascoltare |          |

Wanted on Voyage è il primo album in studio del cantautore britannico George Ezra pubblicato il 1º luglio 2014 dall'etichetta Sony Music Entertainment. Esso contiene 16 tracce tra cui il singolo Budapest con il quale ha conquistato fama in Europa.
Nei primi undici mesi dall'uscita ha venduto complessivamente 1.007.000 di copie

## Tracce
1. Blame It on Me – 3:16
2. Budapest – 3:21
3. Cassy O' – 3:04
4. Barcelona – 3:09
5. Listen to the Man – 3:04
6. Leaving It Up to You – 3:36
7. Did You Hear the Rain? – 4:21
8. Drawing Board – 3:46
9. Stand By Your Gun – 3:04
10. Breakaway – 4:44
11. Over the Creek – 3:57
12. Spectacular Rival – 4:14
13. Song 6 – 4:16
14. It's Just My Skin – 4:04
15. Da Vinci Riot Police – 3:42
16. Blind Man in Amsterdam – 1:45

## Singoli
Did You Hear the Rain? è stata distribuita come primo singolo estratto dall'album l'11 aprile 2014. La canzone ha raggiunto la posizione 72 in Austria. 
Budapest è stata distribuita come secondo singolo estratto dall'album, il 13 giugno 2014. La canzone ha raggiunto la posizione numero 3 della UK Singles Chart, arrivando alla numero 1 in Austria e Nuova Zelanda. Il singolo è poi stato una hit da Top 10 in Australia, Belgio, Germania, Irlanda, Paesi Bassi, Svizzera e Libano. 
Cassy O' è stata distribuita come terzo singolo estratto dall'album, il 13 giugno 2014. 
Blame It On Me è stata distribuita come quarto singolo estratto l'11 agosto 2014. Listen to the man è stata distribuita come quinto singolo il 28 ottobre 2014.